# Bílé Podolí
Bílé Podolí är en köping i Tjeckien.   Den ligger i regionen Mellersta Böhmen, i den centrala delen av landet, 80 km öster om huvudstaden Prag. Bílé Podolí ligger 230 meter över havet och antalet invånare är 584.
Terrängen runt Bílé Podolí är huvudsakligen platt, men åt sydost är den kuperad. Runt Bílé Podolí är det ganska glesbefolkat, med 42 invånare per kvadratkilometer. Närmaste större samhälle är Kutná Hora, 15,9 km väster om Bílé Podolí. Omgivningarna runt Bílé Podolí är en mosaik av jordbruksmark och naturlig växtlighet.